# Consell Nacional de Seguretat Israelià
El Consell Nacional de Seguretat Israelià (en hebreu: המועצה לביטחון לאומי) és un organisme assessor establert en 1999 pel llavors Primer Ministre Benjamí Netanyahu la funció principal del qual és assessorar al govern sobre temes de seguretat nacional i coordinar la cooperació del govern amb les Forces de Seguretat Israelianes. S'emmarca en les lliçons extretes a partir de la guerra de Yom Kipur. El Primer Ministre no està obligat a acceptar les consideracions del consell. El seu actual president és Yossi Cohen. El consell consta de 7 departaments: seguretat, política exterior, política social, infraestructures, antiterrorisme i forces especials.